# Petar Perica
Petar Perica (Kotišina kraj Makarske, 27. lipnja 1881. ‒ Daksa, 24. listopada 1944.), hrvatski katolički svećenik, isusovac, pjesnik i pastoralni radnik.
Ostat će zapamćen kao autor omiljenih hrvatskih vjerskih pjesama Do nebesa nek se ori i Rajska Djevo Kraljice Hrvata.

## Životopis
Rođen je u obitelji Stipe i Antice Kate Perice, kao jedno od njihovo šestero djece. Osnovnu školu pohađao je u Makarskoj. Školovanje je nastavio 1895. godine u isusovačkoj gimnaziji Travniku kao sjemeništarac splitsko-makarske biskupije. Odgojitelji su ga cijenili zbog čednoga vladanja i marljivosti, pa je 25. ožujka 1895. svečano primljen u Marijinu kongregaciju. Tom prilikom dobio je diplomu na kojoj je, uz predsjednika kongregacije, potpisan i Petar Barbarić kao uzoran đak i sjemeništarac. Smrt Petra Barbarića snažno se je dojmila Perice te je on do pred kraj Drugoga svjetskoga rata nosio sa sobom pramen Barbarićeve kose kao relikviju.
Papa Lav XIII. proglasio je 25. ožujka 1899. encikliku Annum Sacrum ("Sveta godina") o velikom jubileju 1900. godine, s posebnim pozivom da se katolička mladež posveti Srcu Isusovu u 1900. godini. Idejni začetnik da se hrvatska katolička mladež posveti Srcu Isusovu bio je p. Antun Puntigam (1859. – 1926.), odgojitelj i profesor u travničkom sjemeništu. Poznavajući Peričin pjesnički talent, p. Puntigam zamolio ga je da napiše pjesmu posvetnicu hrvatske mladeži za njezinu posvetu Srcu Isusovu. Tako je Perica napisao Do nebesa nek se ori, (uglazbio ju je nastavnik glazbe u sjemenišnoj gimnaziji Milan Smolka), koja je objavljena u posebnoj brošuri pripremljenoj kao uvod u posvetu mladeži.
Petar Perica tijekom gimnazije shvatio je da želi postati isusovac. Dana 7. ožujka 1901. stupio je u isusovački novicijat austrijske pokrajine Družbe Isusove u Velehradu. Novaštvo je završio 7. ožujka 1903. položivši prve zavjete, te je tako postao član Družbe. U travničko sjemenište vratio se je ujesen 1904. kao mladi isusovac na službi odgojitelja đaka u konviktu.
Za proslavu 50. obljetnice proglašenja dogme Bezgrješnoga Začeća ispjevao je 8. prosinca 1904. pjesmu Kraljici Hrvata. Za tu je pjesmu skladatelj Vladimir Stahuljak prilagodio napjev češke pjesme Tisickrate pozdravujem Tebe. To je do današnjega dana najomiljenija hrvatska katolička crkvena pjesma, a navodi se pod više naslova: Zdravo, Djevo; Zdravo, Djevo, svih milosti puna; Rajska Djevo, Kraljice Hrvata.
Petar Perica potom je studirao skolastičku filozofiju u Bratislavi (1906. – 1909.) i teologiju u Innsbrucku (1911. – 1914.). Za svećenika je zaređen 26. srpnja 1914. godine, a mladu misu slavio je 9. kolovoza 1914. u Kotišini u mjesnoj crkvi sv. Antuna Padovanskoga.
Godine 1915. došao je kod isusovaca u Zagreb. Imenovan je zamjenikom urednika Glasnika Srca Isusova i upraviteljem Apostolata molitve za područje zagrebačke nadbiskupije. Od 1917. do 1919. godine radio je kao profesor u travničkom sjemeništu. Često je pobolijevao. Operirana su mu pluća i liječen je u Italiji, Austriji i Njemačkoj. Za vrijeme liječenja u Njemačkoj, pohodio je 1922. godine mističarku Terezu Neumann, koja mu je prorekla mučeničku smrt.
Tijekom rada u Splitu 1920.-ih godina bio je duhovnik udruga koje čine dio tadašnjega hrvatskoga katoličkoga pokreta, među kojima i u Hrvatskom orlovskom savezu. U to se je vrijeme živo dopisivao s Ivanom Merzom, tadašnjim predsjednikom Hrvatskoga orlovskoga saveza. Od 1937. živio je u Dubrovniku na službi superiora tamošnje isusovačke zajednice. Na službi je i u dubrovačkom biskupijskom sjemeništu. Bio je duhovnik Križarskoga bratstva Dubrovnika.

## Mučenička smrt
Nakon što su 18. listopada 1944. godine, partizani ušli u Dubrovnik, u nedjelju 22. listopada iza 10 navečer su uhitili Petra Pericu. Čuvši o partizanima koji su ga došli uhititi u kuću Družbe Isusove, pater Perica je kratko rekao: "Presveto Srce Isusovo, smiluj mi se. Ako je žrtva, pa neka bude, primam je!" Potom se brzo spremio, uzevši sa sobom svoj redovnički križ, sliku Srca Isusovog i Marijinog, te sv. Josipa. Spremajući se stalno preporučivo - kratkim zazivima Srcu Isusovom i Marijinom, te sv. Josipu. Nekoliko puta je ponovio da je rado spreman podnijeti žrtvu, zatražio oprost od u kući prisutne redovničke braće i od svih se oprostio. 
U noći s 23. na 24. listopada 1944. godine iz zatvora u samom Dubrovniku prevezen je s većom grupom drugih uglednih građana Dubrovnika na obližnji otočić Daksu: njih pedesettrojica su ondje potom pobijeni u pokolju na Daksi. 
Zatočenici su na Daksi bili smješteni u staroj samostanskoj crkvi, odakle su ih tamničari jednoga po jednoga izvodili "u šetnju, dok ne dođe brod za Vis". Jedan od njih je svjedočio da su padru Perici skinuli haljine, za koje se on otimao ne želeći ostati gol. Nakon što su ga posve razodjenuli, potezali su ga za bradu i izrugivali mu se. Potom su ga bacili u jamu i ubili zračnom puškom za podvodni ribolov. 
Dan nakon njegova pogubljenja, oblijepljen je Dubrovnik plakatima s tekstom tobožnje presude Petru Perici i desetcima drugih stanovnika Dubrovnika, s navodom da je presudu navodno donio vojni sud. Komunistički vođa Ante Jurjević Baja je u svojem pismu Okružnom komitetu Komunističke partije Hrvatske za Dalmaciju izvijestio da je navod o suđenju potpuno izmišljen.
Posmrtni ostatci žrtava na Daksi ekshumirani su te su DNK analizom identificirani posmrtni ostatci Petra Perice. Nakon gotovo 66 godina, 26. lipnja 2010. dostojno je pokopan uz svoju redovničku subraću na dubrovačkom gradskom groblju Boninovo.
Budući da su ga partizani ubili 1944. godine na otočiću Daksi u kontekstu očite mržnje prema kršćanskoj vjeri, a da je za života bio na glasu svetosti, među katolicima ga mnogi smatraju kršćanskim mučenikom.
S obzirom na pastoralni doprinos p. Perice i okolnosti smrti, mnogi su iskazali mišljenje da bi za Petra Pericu trebalo pokrenuti postupak kanonizacije. S druge pak strane neki relativiziraju težinu zločina na Daksi tvrdeći da je Petar Perica bio simpatizer ustaških vlasti.

## Spomeni
Rodna kuća oca Petra Perice u Kotišini preuređena je u njegovu spomen-kuću. U Makarskoj njemu u čast ime nosi Osnovna škola oca Petra Perice. Postumno je dobio nagradu za životno djelo Grada Dubrovnika za 2018. godinu.
O Petru Perici napisani su mnogobrojni članci i tri opsežne monografije u kojima su podrobno opisani detalji iz njegova života, mučenička smrt, ekshumacija i potpune bibliografije tekstova o njemu.

## Vanjske poveznice

### Sestrinski projekti
|  | Wikizvor ima izvorni tekst Zdravo Djevo         |
|  | Wikizvor ima izvorna djela autora: Petar Perica |